# Pentafluoruro di uranio
Il pentafluoruro di uranio o fluoruro di uranio(V) è il composto binario tra fluoro e uranio con formula UF5. È un solido cristallino di colore azzurro pallido o grigio chiaro.

## Struttura e proprietà
Il pentafluoruro di uranio esiste in varie forme. Il monomero UF5 può essere prodotto partendo da UF6 per fotolisi UV in matrice di argon. La molecola UF5 ha la struttura di piramide quadrata (vedi figura), con simmetria molecolare C4v, e distanze di legame U–Fassiale e U–Fequatoriale rispettivamente di 200 e 202 pm.
Allo stato solido esistono due forme, la forma α stabile a temperatura più elevata e la forma β stabile a temperatura più bassa. La temperatura di transizione è 125 °C. La forma α possiede una struttura cristallina tetragonale con gruppo spaziale I4/m (a = 651,2 pm e c = 446,3 pm). Nel cristallo sono presenti catene lineari di unità UF5 dove un atomo di fluoro è collegato a ponte all'atomo di uranio della successiva unità UF5 (vedi figura). La forma α può essere sublimata sotto vuoto sopra i 500 °C, ma da 150 °C inizia a disproporzionare.
La forma β è di colore giallo pallido, ha una struttura cristallina ad antiprisma quadrato, e si converte gradualmente nella forma α a 180 °C.

## Sintesi
Il pentafluoruro di uranio si prepara trattando UCl6 o UCl5 con HF anidro:
2UCl6 + 10HF → 2UF5 + 10HCl + Cl2
2UCl5 + 10HF → 2UF5 + 10HCl
Si può anche sfruttare la reazione di comproporzione tra UF6 e UF4:
UF6 + UF4 → 2UF5
o la fluorurazione di UF4:
2UF4 + F2 → 2UF5
Un'altra possibilità è la riduzione di UF6 con HBr:
2UF6 + 2HBr → 2UF5 + 2HF + Br2

## Utilizzo
UF5 era implicato nel processo di arricchimento dell'uranio con il metodo MLIS (Molecular Laser Isotope Separation). Questo metodo, ideato da scienziati del Los Alamos National Laboratory nel 1971, è stato in seguito abbandonato per difficoltà tecniche. Il metodo MLIS prevedeva l'utilizzo di due laser. Un primo laser infrarosso eccitava selettivamente 235UF6, mentre 238UF6 rimaneva sostanzialmente non eccitato. Un secondo laser era quindi usato per dissociare il 235UF6 eccitato formando 235UF5 e atomi di fluoro. Le molecole di 235UF5 formate precipitavano dalla fase gassosa formando una polvere che poteva essere separata.

## Tossicità / Indicazioni di sicurezza
Come tutti i sali di uranio, UF5 è tossico ed è dannoso per inalazione, ingestione e contatto cutaneo.